# Jarnsaxa (satelit)
Jarnsaxa /jarn'sa.ksa/, cunoscut și sub numele de Saturn L (denumirea provizorie S/2006 S 6), este un satelit natural al lui Saturn. Descoperirea sa a fost anunțată de Scott S. Sheppard⁠(d), David C. Jewitt⁠(d), Jan Kleyna⁠(d) și Brian G. Marsden pe 26 iunie 2006, din observațiile făcute între 5 ianuarie și 29 aprilie 2006.
Jarnsaxa are aproximativ 6 kilometri în diametru, și orbitează în jurul lui Saturn la o distanță medie de 18.556,9 Mm în 943,784 zile, la o înclinație de 162,9° față de ecliptică (164,1° față de ecuatorul lui Saturn), într-o direcție retrogradă și cu o excentricitate de 0.1918. Este un membru al grupului Nordic de sateliți neregulați.
Este numit după Járnsaxa, o giantessă în mitologia nordică.